# Scleroptila
Scleroptila — рід куроподібних птахів родини фазанових (Phasianidae). Представники цього роду мешкають в Африці на південь від Сахари. Раніше їх відносили до роду Турач (Francolinus), однак за результатами низки молекулярно-генетичних досліджень, що показали поліфілітичність цього роду, вони були переведені до відновленого роду Scleroptila.

## Види
Виділяють вісім видів:
- Турач світлобровий (Scleroptila streptophora)
- Турач рудокрилий (Scleroptila levaillantii)
- Турач заїрський (Scleroptila finschi)
- Турач гірський (Scleroptila psilolaema)
- Scleroptila elgonensis[8]
- Турач сірокрилий (Scleroptila afra)
- Турач південний (Scleroptila gutturalis)
- Турач Шелі (Scleroptila shelleyi)

## Етимологія
Наукова назва роду Scleroptila походить від сполучення слів дав.-гр. σκληρος — жорсткий і πτιλον — перо.